# Osmoderma eremita
Osmoderma eremita é uma espécie de escaravelho da família Scarabaeidae.
Pode ser encontrada nos seguintes países: Alemanha, Áustria, Bélgica, Bielorrússia, Dinamarca, Eslováquia, Espanha, Estónia, Finlândia, França, Grécia, Hungria, Itália, Letónia, Liechtenstein, Lituânia, Moldávia, Noruega, Países Baixos, Polónia, República Checa, Rússia, Sérvia, Suécia, Suíça e Ucrânia.

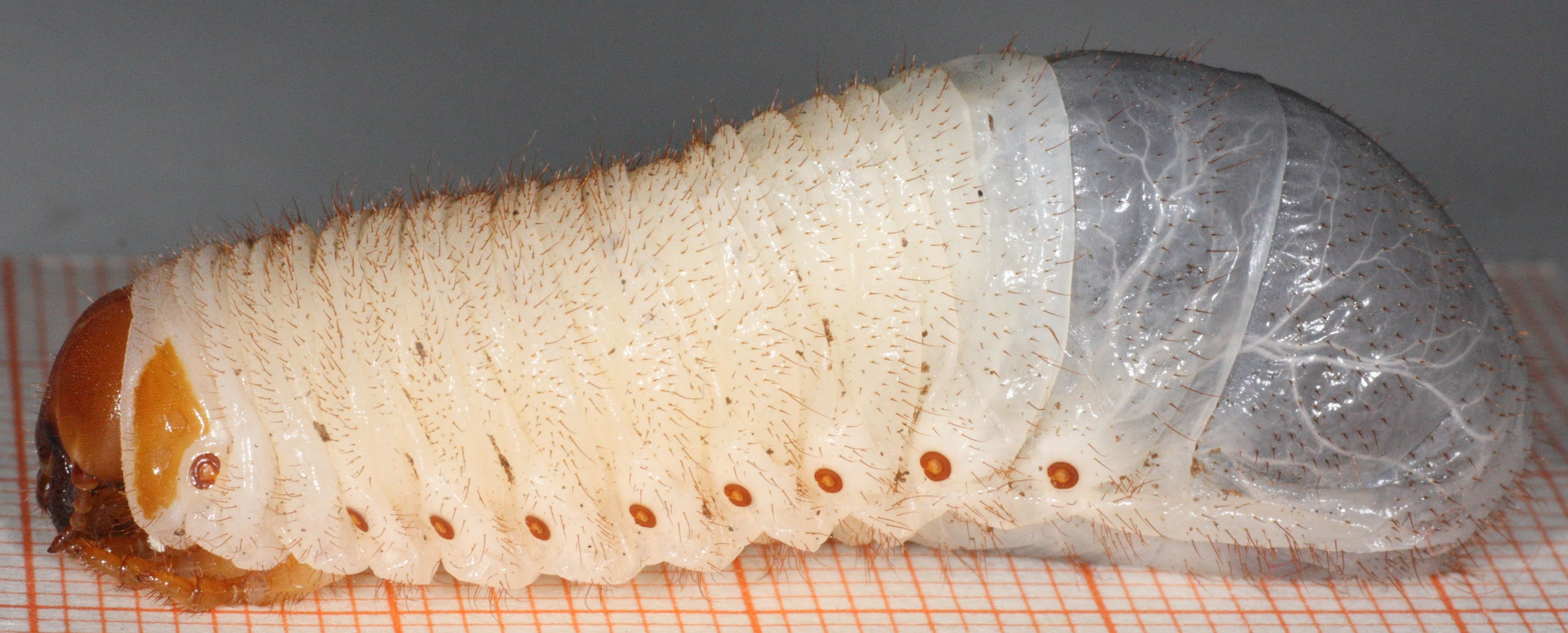
Larva